# Feromonas de los insectos

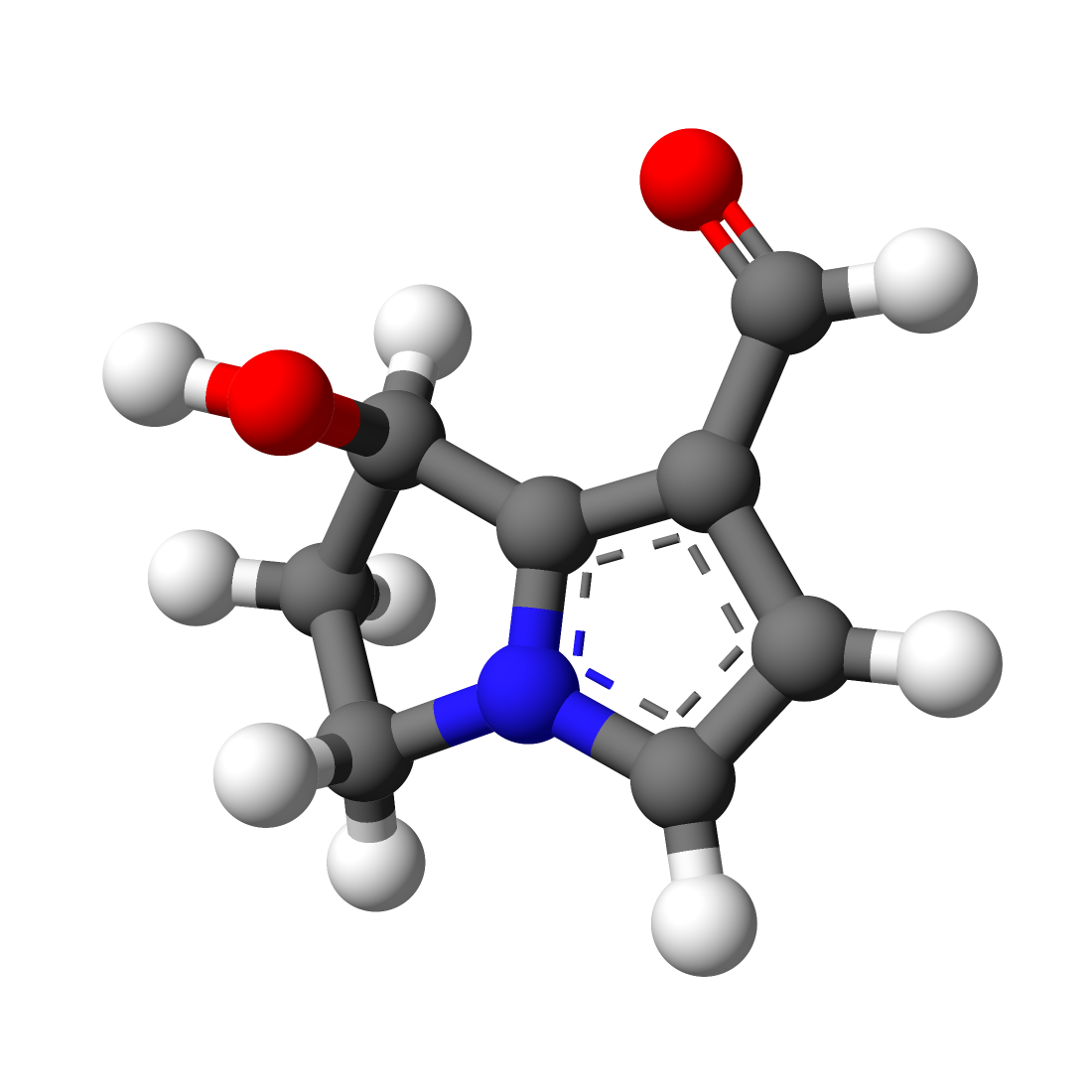
Hydroxydanaidal es usado como feromona por ciertos lepidópteros (Arctiinae)

Las feromonas de los insectos sirven para la comunicación entre miembros de una misma especie de insectos. Son posiblemente la forma más importante de comunicación en los insectos.
Existen diferentes tipos de feromonas: sexuales, de dispersión o espaciamiento, de alarma, de rastro y otras. Posiblemente, las feromonas de insectos más estudiadas son las de la abeja doméstica. Estas feromonas poseen una variedad de funciones de comunicación entre los miembros del enjambre. Otros insectos sociales como hormigas y termitas también poseen una gran variedad de feromonas.
Otras feromonas muy estudiadas son las feromonas sexuales de Lepidoptera, especialmente la del gusano de seda, Bombyx mori, bombicol. Esta fue la primera feromona identificada, en la década de 1950. Se conocen más de 500 feromonas sexuales de lepidópteros.

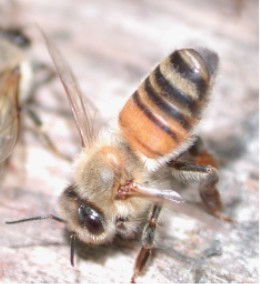
Abeja obrera exponiendo la glándula de Nasonov (blanca, en la punta del abdomen) liberando feromona para atraer a sus compañeras a la colmena.

## Tipos
Hay dos tipos de feromonas, las de acción inmediata, liberadoras, y las que llevan más tiempo, cebadoras, éstas causan cambios fisiológicos que llevan más tarde a cambios de comportamiento.
Las feromonas sexuales mejor estudiadas son las de mariposas nocturnas (o polillas). La mayoría son producidas por las hembras para atraer a los machos. Están compuestas de moléculas derivadas de ácidos grasos. Son volátiles y tienen la función de dispersarse a largas distancias. Las feromonas de muchas polillas son hidrocarburos insaturados con una función  terminal alcohol, aldehído o acetato, y son sintetizadas por gándulas abdominales.
Debido a la gran variedad de los lepídopteros, con más de 150 000 especies descritas, hay muchos sistemas de feromonas sexuales específicos de ciertas especies. Se han identificado las hormonas femeninas de más de 530 especies de diferentes partes del mundo. Se las agrupa en Tipo I (75%), Tipo II (15%) y misceláneas (10%), en base a su estructura química.
Los machos de algunas especies de mariposas (por ejemplo, Danainae y Arctiinae) producen feromonas sexuales. Las glándulas se encuentran en las alas y se llaman androconios. Los de Danainae se originan en alcaloides vegetales que ingieren como larvas y metabolizan.
Los insectos sociales poseen una gran variedad de feromonas que no tienen una función sexual: atraen o repelen a coespecíficos, sirven para marcadores de alimentos, de rastros o de grupos sociales, además de otras funciones, como impedir que las obreras depositen huevos, formación de enjambres y otros aspectos de la regulación de la colonia.

## Glándulas
Se conocen por lo menos quince tipos de glándulas productoras de feromonas en insectos. Las más estudiadas son: la glándula de Dufour, la glándula de Nasonov y la glándula de Koschevnikov.
Los androconios de mariposas pueden encontrarse dispersos por alas, cuerpo o patas.

## Percepción
Las antenas son los órganos más importantes para la percepción de feromonas. Poseen sensilias especializadas para la identificación de olores. También hay sensilias en otras partes del cuerpo, como la proboscis y las patas.

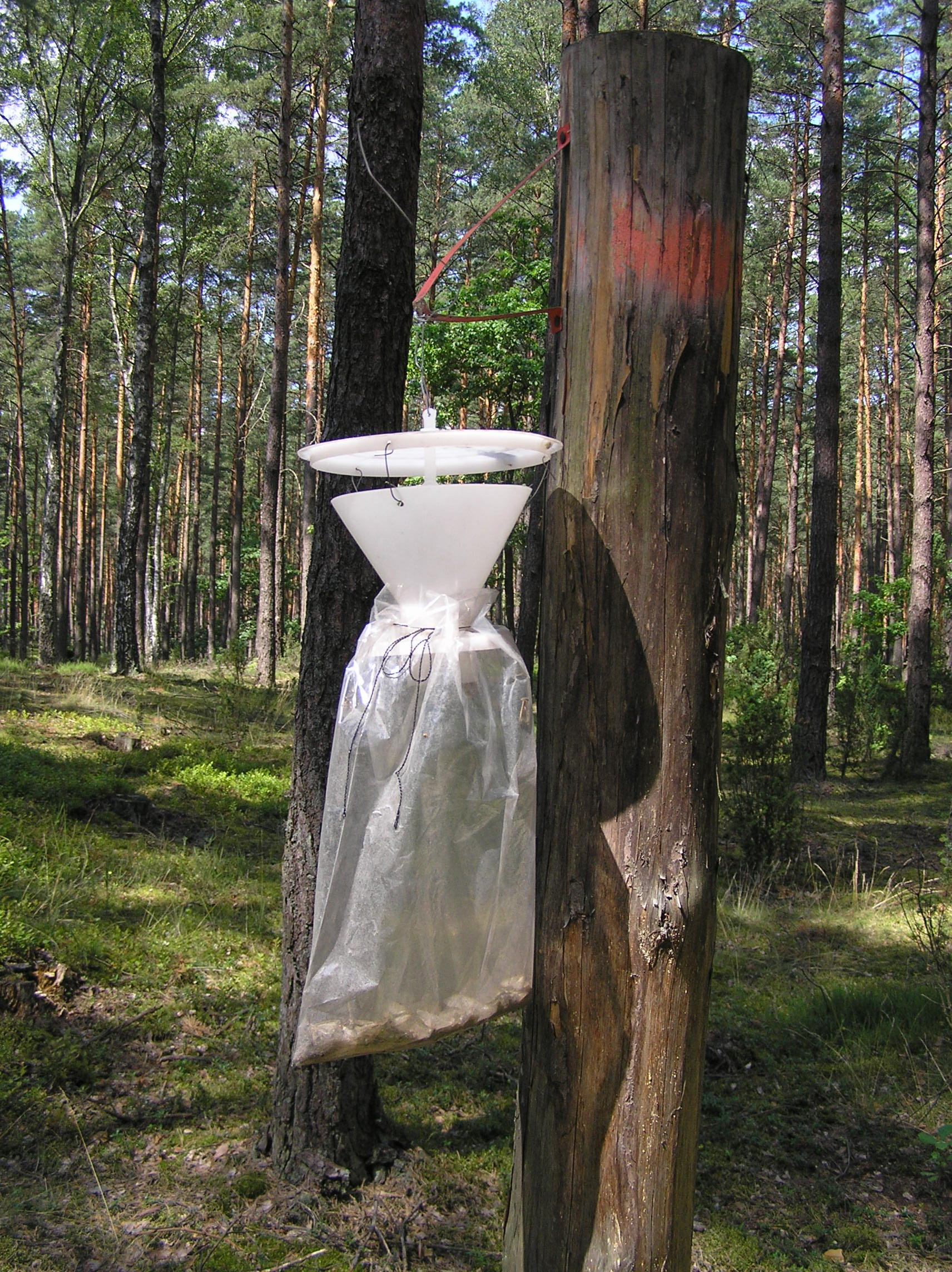
Trampa de feromonas para Lymantria monacha

## Aplicaciones
Algunas feromonas de insectos, especialmente feromonas sexuales se usan con buenos resultados en el control de plagas. Se usan para atrapar especímenes de especies plagas y así determinar sus poblaciones y en base a esa información decidir cuando usar insecticidas u otros métodos de control. Otro uso es la disrupción del apareamiento.